# محمد عبد العزيز أفندي
محمد عبد العزيز أفندي (بالتركية: Mehmed Abdülaziz Efendi)‏‏ (26 سبتمبر 1901 في إسطنبول - 19 يناير 1977 في نيس) كان أميرًا عثمانيًّا والمدعي بالحق في وراثة العرش العثماني منذ 19 مايو 1973 حتى 19 يناير 1977.